# Santa Maria de Brians
Santa Maria de Brians és una marededeu en forma d'escultura d'uns 50 centímetres realitzada per Josep Fajardo al taller de treballs manuals del Centre Penitenciari Brians 2, amb paper, cartó, tela, un collaret de rosari del papa Francesc, una reixa i uns grillons oberts.